# ایزابل کروزادو
ایزابل کروزادو (انگلیسی: Isabel Cruzado) یک تکواندو کار اسپانیایی است.
وی در مسابقات قهرمانی تکواندو جهان ۱۹۹۳ در شهر نیویورک، با شکست گونکا گولر در نیمه نهایی و رحمی کورنیا در فینال، در کلاس سبک‌وزن، صاحب مدال طلا شد.